# Microfix
Het Microfix systeem was voor de komst van GPS een van de meest gebruikte positioneringsystemen voor hydrografische doeleinden
De nauwkeurigheid van het systeem liep in de tientallen centimeters, het grote probleem was echter het bereik van het systeem. De maximale afstand tussen het master en het slave station kan zo'n 40 kilometer bedragen dus het dekkingsgebied is niet zo groot.
Daarom is het systeem met de komst van GPS overbodig geworden: microfix heeft dan wel dezelfde nauwkeurigheid als GPS maar een veel kleiner bereik.
Het Micro-fix systeem kan als back-upsysteem worden gebruikt als de mobiele antennes op een vast punt geplaatst kunnen worden. Als er dus op zee wordt gewerkt en er geen vaste platformen voorhanden zijn is het niet mogelijk om het Microfix-systeem als back-up voor GPS te gebruiken.
Het is een zogenaamd Range-rangesysteem. Het bestaat uit een master station en twee of meer te plaatsen slave stations. De master zendt pulsen met een frequentie van 6 GHz uit die door de slaves worden ontvangen en weer teruggestuurd. Met de gemeten tijd die tussen het verzenden en ontvangen van de pulsen zit is de afstand tussen de master en de slave te meten. De afstanden vormen cirkels om de slave stations heen. Het snijpunt van de twee cirkels geeft de positie van het master station (aan boord) weer. De afstand tussen twee stations is niet gelijk aan de looptijd gedeeld door twee, aangezien het signaal in het slave station ontvangt, versterkt en teruggestuurd moet worden. De tijd die hier voor nodig is wordt ook wel turn around delay (TAD) genoemd. Normale cyclische positioneringsystemen moeten voor deze TAD gekalibreerd worden. Het voordeel van Micro-fix boven andere systemen is dat dit niet hoeft te gebeurden. Als het microfix systeem een puls binnenkrijgt, stuurt het slave station de puls terug maar versterkt. De master krijgt deze twee pulsen vlak na elkaar binnen en weet nu precies hoe groot de TAD is.